# Donald Duck’s Playground
Donald Duck’s Playground ist ein Computerspiel-Klassiker aus dem Jahr 1985. Ursprünglich für den Heimcomputer Commodore C64 geschrieben wurde es für den AGI Interpreter von Sierra portiert und so für viele Plattformen verfügbar gemacht. Al Lowe bezeichnete die Portierung teilweise als lächerlich, weil AGI für einige Aspekte des Spiels – beispielsweise der Kassiervorgang in den Läden – ungeeignet war.

## Spielbeschreibung
Der Spieler übernimmt die Comicfigur Donald Duck und befindet sich zunächst auf dem Hauptbildschirm mit drei Läden auf der linken Seite und vier Firmen auf der rechten Seite. Zum Geld verdienen hat Donald also vier Möglichkeiten:
- Spielzeugladen: Spielsachen in den Schrank einsortieren und seine Türen schließen, wenn der Zug vorbei fährt.
- Amquack Railroad: Die Weichen stellen, damit der Zug zu den angesagten Haltestellen fährt.
- Obst- und Gemüseladen: Waren werden Donald zugeworfen, die er fangen und einsortieren muss.
- Flughafen: Gepäck in die richtigen Wagen nach jeweiligem Bestimmungsort sortieren.

Man kann jeweils vorher wählen wie viele Minuten man arbeiten möchte (1 bis 8). Am Ende jeder Schicht erhält man seinen Lohn ausbezahlt. Diesen kann man dann auf der linken Seite in den Läden von Micky, Minnie und Goofy gegen Spielgeräte einlösen. Bei einem höheren Schwierigkeitsgrad muss das Wechselgeld selbst aus der Kasse genommen werden. Geht man vom Hauptbildschirm nach oben über die Gleise erreicht man den Spielplatz als Tick, Trick oder Track. Die Spielgeräte (Trampolin, Steuerrad, Rutsche, Netz usw.) können nach Belieben in die Felder des Spielplatzes eingebaut und natürlich sofort nach Lust und Laune ausprobiert werden.
Das Spiel hat kein Ende im eigentlichen Sinne, sondern läuft endlos.

## Hintergrund
Donald Duck’s Playground wurde von Al Lowe entwickelt und von mehreren Spielezeitschriften als bestes Lernspiel des Jahres ausgezeichnet. Das Spiel wurde auf die Plattformen TRS-80 CoCo, IBM PCjr, Apple II, Atari ST und Amiga portiert.